# 埃及第十王朝
埃及第十王朝是古埃及历史上的一个王朝，据都靈王表记载，此王朝有五个法老，而王朝为美里哈托尔所建。第三个法老瓦赫卡拉-阿赫托伊三世是《对美里卡拉王的教谕》的作者，他在位时，国力强盛，恢复了边贸，但因为内讧，国力被削弱。他的儿子梅利卡拉在位时间短暂，在孟菲斯附近建立了一座金字塔。
第十王朝正處於埃及政治動盪的第一個中期。第九和第十王朝被歸類為赫拉克利奥波利坦（Heracleopolitians）王朝，因為通常很難確定國王屬於哪個王朝。這兩個朝代都出現在都灵王表中，但沒有出現在其他名單上。他們的首都赫拉克利奥波利斯位於上埃及第二十大城市法尤姆的南部。他們的統治範圍僅限於上埃及的一部分，他們不斷與第十一王朝的國王鬥爭。在埃及第十一王朝孟图霍特普二世的統治下，後者最終消滅埃及第十王朝並恢復國家統一。

## 法老列表
第九王朝在赫拉克利奥波利斯建立，第十王朝在那里继续发展。此时的埃及还没有统一，这些王朝和其他地方王朝之间有一些重叠。都灵王表列出了这个王系的十八位国王，但他们的名字都被损坏了，无法辨认，或者抹去了。
以下是基于都灵正典的“可能的”第十王朝统治者名单，因为埃及学家对两个王朝的继承顺序有不同的看法。
| 名字           | 图案 | 注解                                                 |
| -------------- | ---- | ---------------------------------------------------- |
| 梅里哈索尔(?)  |      | 是否存在值得怀疑，从哈特努布的一个损坏的涂鸦中得知。 |
| 涅夫卡雷八世   |      | 可能是高官安赫蒂菲墓中提到的 "Kaneferre"。           |
| 瓦卡雷凯蒂三世 |      | 可能是"为梅里卡雷国王授课"的所谓作者。               |
| 梅里卡雷       |      | 底比斯（埃及)法老曼图霍特普二世的主要对手。          |
| [名字已失]     |      | 梅里卡雷的短暂（“x 个月”）继任者                     |